# Brusson (Italia)

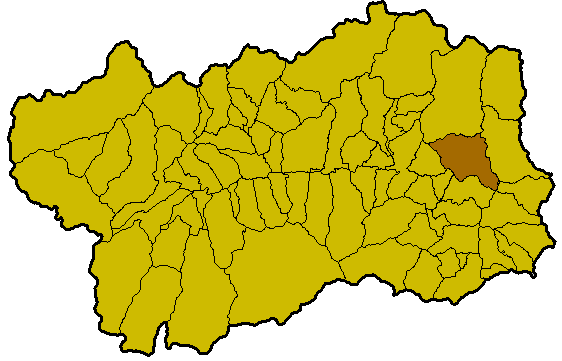
Ubicación del municipio de Brusson en el Valle de Aosta.

Brusson  es una localidad italiana de la provincia de Valle de Aosta, con 862 habitantes.

## Evolución demográfica
| Gráfica de evolución demográfica de Brusson entre 1861 y 2001 |
|                                                               |
| Fuente ISTAT - elaboración gráfica de Wikipedia               |